# 黄石公

黄石公／『列仙酒牌』より

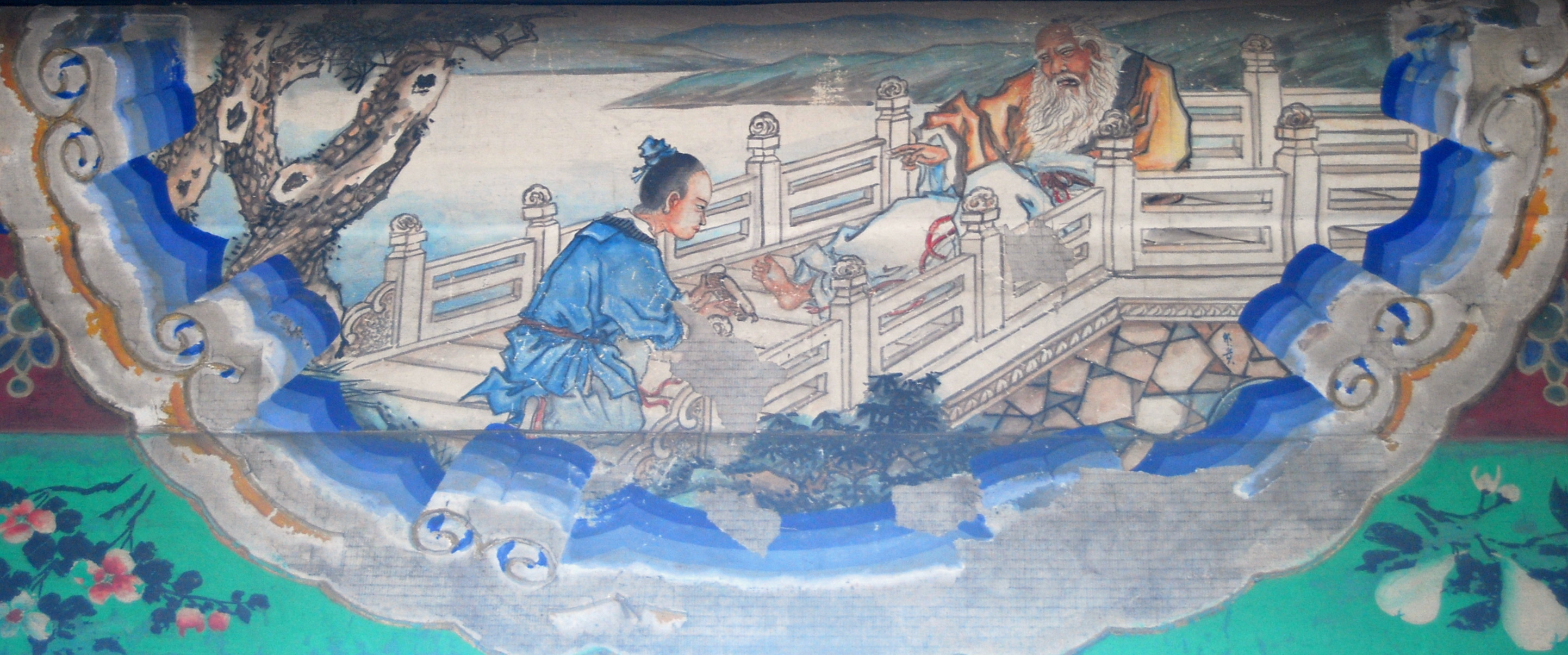
張良と黄石公（頤和園）

黄石公（こうせきこう、生没年不詳）は、中国秦代の隠士。張良に兵書を与えたという伝説で名高い。

## 伝承
張良が始皇帝を暗殺しようとして失敗し下邳に身を隠していたある時、一人の老人と出会う。老人は履を橋の下に落として、袂を歩いていた張良に「拾え」と命じ、張良は怒らずそれに従った。老人は一度は笑って去ったが、後に戻ってきて五日後の朝に再会を約束した。
五日後、先に来て待っていた老人は、日が昇ってから現れた張良に「目上の者との約束をしておきながら遅れてくるとは何事か」と、また五日後に会う約束をする。張良は次の五日後、日の昇ると同時に約束の場所へ行ったものの、老人は既に来ていて以前と同じことを言う。三度目には日の昇る前に行くと老人は後から来て、「その謙虚さこそが宝である」と言い、張良に「太公望兵書（六韜）」を与え、「この書を読み10年後には王者の軍師となるだろう」と告げる。さらに「此れを読めば王者の師となれるだろう。後13年して済北の穀城（現在の山東省聊城市東阿県）の下において黄石を見るだろうが、それが私だ」とも。黄石公の予言はすべて的中し、張良は、穀城の黄石を得て、これを祀ったという。
黄石公は太公望と伴に兵法の祖として仰がれ、その名を冠した兵法書の種類は多く、中でも『三略』が有名である。

## 関連資料
- 『史記』留侯世家 第二十五